# Dietrich Papsch
Dietrich Papsch (* 27. März 1938 in Schmalkalden) ist ein deutscher Umweltaktivist und Buchautor.

## Leben
Seit über fünfzehn Jahren ist Dietrich Papsch eng mit dem Osterzgebirge verbunden. Nach einer Lehre als Werkzeugmacher studierte er Maschinenbau und arbeitete danach in Betrieben und Einrichtungen des Schwermaschinen- und Anlagenbaus in der DDR. Nach der Wende wurde er 1990 Referent in der Treuhandanstalt Berlin und wechselte 1992 zur Deutschen Waggonbau AG (ab 1998 ein Unternehmen von Bombardier Transportation), in der er bis zu seiner Pensionierung 2003 tätig war.
Er engagiert sich seit den Wendejahren in der Umweltbewegung.
Seit August 2003 ist Papsch Rentner. Er war über 15 Jahre lang von 2000 bis 2015 Vorsitzender des Energie-Tisch Altenberg e.V., der sich engagiert für eine Energiewende hin zu Erneuerbaren Energien in der Region des Osterzgebirges einsetzte. Er war Mitglied der Bürgerinitiative Lebenswertes Erzgebirge – Heimat erhalten, die sich gegen den Transitverkehr auf der B 170 engagierte, ist Mitglied von Attac und regionaler Umweltverbände, wie der Grünen Liga Osterzgebirge und war außerdem mehrere Jahre im Vorstand des Deutschen Kinderschutzbundes, Regionalverband Weißeritzkreis, tätig. Seit der Flüchtlingswelle 2015 setzt er sich für das Bleiberecht von Flüchtlingen, deren Anerkennung und die Integration von Flüchtlingen in seiner Region ein. Seit 2004 widmet er sich außerdem in seiner Freizeit dem Malen und Zeichnen, vorrangig von Landschaften, Bäumen und Menschen. Dazu besuchte er von 2004  bis 2015 den Kunstkurs „KUKUK“ des Kunstwissenschaftlers und Malers Dr. Reimar Börnicke in Kipsdorf/Stadt Altenberg. Außerdem besuchte er Sommermalkurse des Lauensteiner Künstlers Carsten Watol und seit 2017 dessen Kurse im „ZBBB“ Pirna. Er selbst beteiligt sich mit seinen Bildern auch an Ausstellungen.
Zu Beginn des Jahres 2018 hat Dietrich Papsch mit 15 Freiwilligen und mit Unterstützung eines örtlichen Vereins in seinem Heimatort in einem städtischen Haus vier seit 2015 leerstehende Räume (ehemals Gaststätte und Ortsverwaltung) nach Genehmigung der Behörden in eine Galerie umgestaltet, in der bekannte sowie regionale Künstler und Kunsthandwerker ihre Werke präsentieren und der Hauptraum zugleich für monatliche Veranstaltungen vorgesehen ist. Die Galerie und das seit 1993 vorhandene Heimatmuseum wurden am 26. Mai 2018 im feierlichen Rahmen eröffnet und sind seitdem zu den Öffnungszeiten gut besucht. Beide Objekte werden mit den Freiwilligen und in Kooperation mit dem Schellerhauer Heimatverein e.V. im ehrenamtlichen Engagement betrieben. Seit ihrer Eröffnung sind Galerie und Museum immer mehr zu einem Ort der Begegnung von Menschen aus der Region, aus Deutschland und aus dem Ausland geworden. Öffnungszeiten: sonntags 14:00 bis 18:00 Uhr und nach Vereinbarung
Seit 2005 arbeitet Papsch auch als Buchautor und hat seitdem fünf Sachbücher und mehrere Broschüren zu sachbezogenen Themen über Verlage veröffentlicht und viele Lesungen in Sachsen, Thüringen und Berlin sowie auf der Leipziger Buchmesse durchgeführt.

## Veröffentlichungen
- Sonnensucher am Kahleberg. Verlag Neue Literatur, 2005, ISBN 3-938157-18-6.
- Im Dschungel der Globalisierung. Verlag Neue Literatur, 2007, ISBN 978-3-938157-52-7.
- Wir sägen an unserem Ast. Verlag DeBehr, Radeberg 2009, ISBN 978-3-941758-00-1.
- Mein Freund, der Baum. Verlag blaetterhaus Tharandt, 2011, ISBN 978-3-942571-08-1.
- Schellerhau – Entdeckungen über 400 Jahre Kunst in einem liebenswerten Ort